# Guerra contra las drogas
La Guerra contra las drogas (en inglés War on Drugs) es una política impulsada por el gobierno de Estados Unidos, orientada a la persecución de la producción, comercio y consumo de ciertas sustancias psicoactivas, a las que se atribuye el estatus legal de drogas prohibidas, drogas consideradas no medicinales.  El término fue popularizado por los medios de comunicación poco después de una conferencia de prensa ofrecida el 18 de junio de 1971 por el presidente estadounidense Richard Nixon.
Sus defensores argumentan que las drogas causan un grave perjuicio para la salud física y psíquica, generando redes de delincuencia y corrupción. Sus críticos señalan que se emplea para la defensa de intereses geopolíticos, la injerencia en los asuntos internos de ciertas naciones, la irrupción en la vida privada de los ciudadanos y que los problemas relacionados con el narcotráfico y el consumo provienen en su mayor parte de la propia prohibición. Además, argumentan que el consumo de psicoactivos se mantiene constante pese a que el gasto de la guerra contra las drogas no ha dejado de crecer desde comienzos de los años 70, cuando empezó la lucha antidrogas en la presidencia de Richard Nixon con la creación de la Drug Enforcement Administration, DEA (en español, Administración para el Control de Drogas). Citando al historiador estadounidense Alfred McCoy: 

La represión produce una caída en los suministros y eso aumenta el precio, estimulando la producción en el mundo entero

Una droga es una sustancia que altera el funcionamiento normal del organismo una vez que entra en contacto con él. Algunos ejemplos de drogas son la cafeína (presente en el café), la nicotina (presente en el tabaco) y el alcohol de las bebidas embriagantes, estas tres legales en la mayor parte del mundo. Las drogas ilegales, a las que va dirigida la política antidrogas de Estados Unidos y del mundo, son: marihuana, cocaína y su derivado (crack), metanfetamina, mdma, LSD, heroína y medicamentos sin prescripción médica. Las diferentes drogas tienen efectos distintos en el organismo. Algunas drogas pueden causar alucinaciones (ver u oír cosas que en realidad no están pasando), mientras que otras actúan como estimulantes o depresores del sistema nervioso central.

## Desarrollo

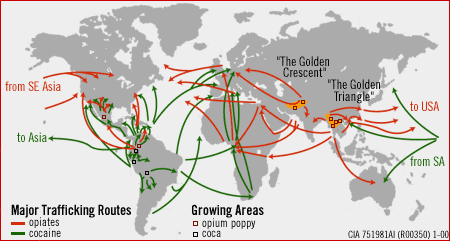
Mapa de la CIA de las principales rutas de tráfico de drogas

### De parte de Estados Unidos

#### Antecedentes

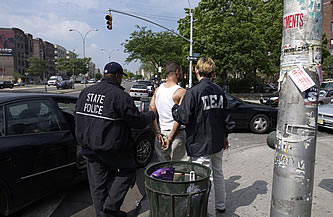
Efectivos de la DEA estadounidense (Drug Enforcement Administration) actuando en la Operación Mallorca contra el tráfico de drogas, 2005.

A finales de la década de 1960, el consumo de drogas recreativas se puso de moda entre los jóvenes estadounidenses. En 1968, el presidente estadounidense Lyndon B. Johnson funda la Oficina de Estupefacientes y Drogas Peligrosas. El 21 de septiembre de 1969, el presidente estadounidense Richard Nixon anunció sorpresivamente la Operación Intercepción con el objetivo de combatir el tráfico de marihuana a través de la frontera mexicana con Estados Unidos. Aunque la operación fue un fracaso, logró convertir el tema de las drogas en una prioridad nacional. El 27 de octubre de 1970, el Congreso de los Estados Unidos aprobó la "Ley de prevención y control integral de abuso de drogas" que clasificó las sustancias en función de su uso medicinal y su potencial de adicción. El 18 de junio de 1971, Richard Nixon declaró a las drogas como el "enemigo público número uno".

#### Primeras operaciones
En los años 60, la Interpol informó que México había ocupado el lugar de Cuba en el "tráfico trasatlántico de estupefacientes". Entre los narcotraficantes que surgieron en esta época destacó Pedro Avilés Pérez, de Sinaloa, considerado pionero en el uso de aeronaves para el contrabando de drogas hacia Estados Unidos. En 1974, en Colombia, da comienzo la etapa conocida como la "Bonanza Marimbera", período caracterizado por el ingreso de una gran cantidad de dólares al país debido al cultivo y venta de marihuana.

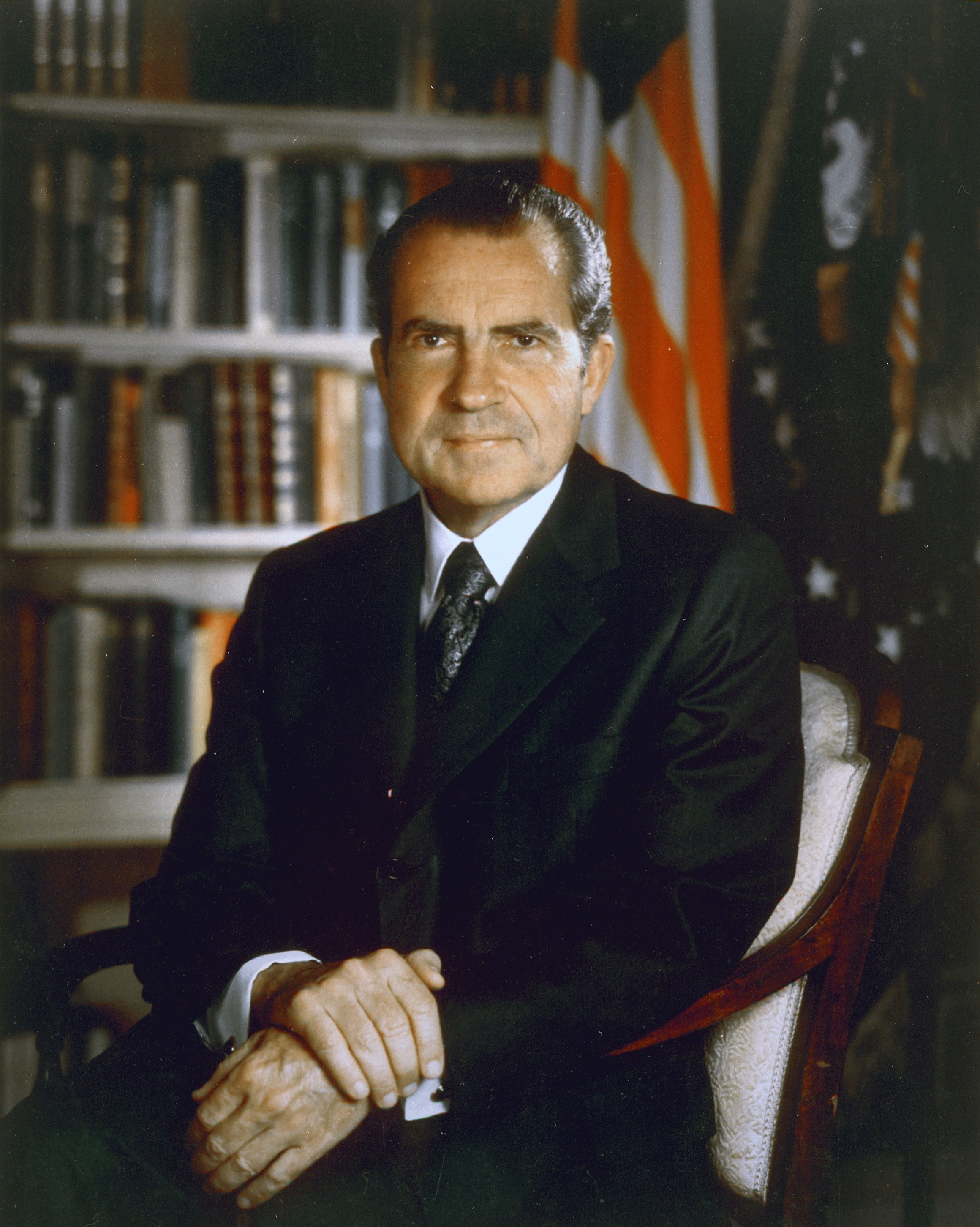
Richard Nixon en 1971

En los años 70, México fue persuadido para ser parte de la Operación Cóndor, desarrollada entre 1975 y 1978, para luchar contra el cultivo de opio y marihuana en el "Triángulo Dorado", particularmente en Sinaloa. La operación, comandada por el general José Hernández Toledo, fue un fracaso con ninguna captura importante.
En 1977, fue incautada 54 toneladas de marihuana frente a la costa de Florida, lo que dio comienzo a la Operación Stopgap, una operación que contó con el apoyo de la DEA, la Guardia Costera y el Cuerpo de Alguaciles de Estados Unidos. La Operación Stopgap tuvo un éxito considerable y fue una de las primeras en hacer uso de tecnología satelital en la persecución de los traficantes de drogas.
En Puerto Rico, el narcotraficante  Rafael "Rafi" Dones Arroyo fue arrestado y condenado a prisión en 1977. En 1978, Pedro Avilés Pérez fue asesinado en un enfrentamiento. En ese mismo año, el presidente colombiano Julio César Turbay lanzó la Operación Fulminante contra el negocio de narcóticos en La Guajira y la región atlántica con resultados ambivalentes. En 1979 se da comienzo a la "guerra contra las drogas" en Miami tras un tiroteo ocasionado por narcotraficantes colombianos.

#### Décadas de los 80 y los 90

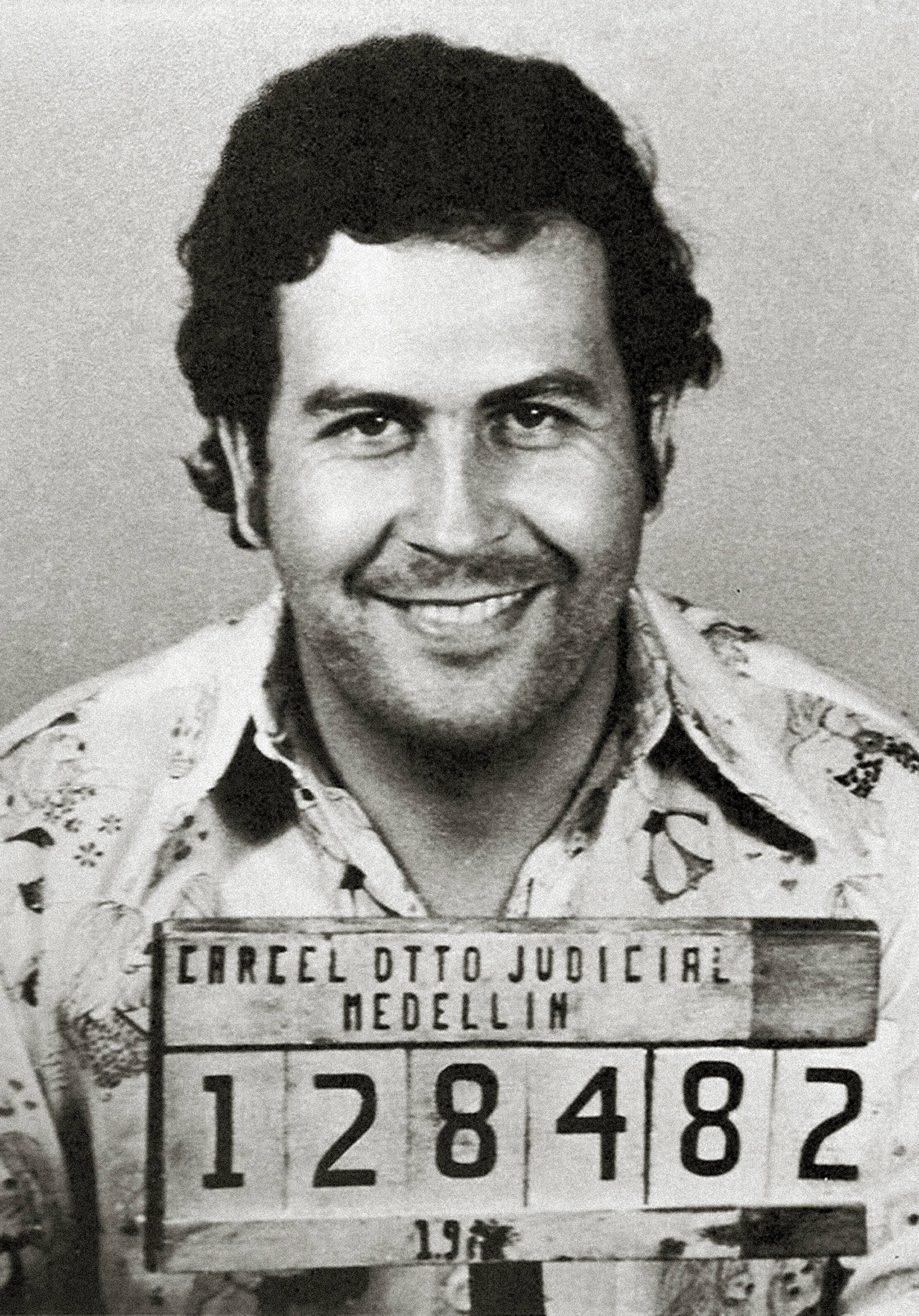
Pablo Escobar

Una consecuencia de la Operación Cóndor fue el traslado de los narcotraficantes de Sinaloa a Guadalajara donde se formó el Cartel de Guadalajara. El Cartel fue fundado por el ex oficial de la policía federal mexicana Félix Gallardo y logró controlar casi todas las operaciones en México en la década de 1980. En Colombia, la liquidación de los primeros grupos narcotraficantes dejó un vacío que fue llenado por una generación más activa y violenta donde destacaron Pablo Escobar Gaviria, Carlos Lehder y Gonzalo Rodríguez Gacha. En Miami, la violencia se disparó siendo la mayor parte de los delitos violentos relacionadas al tráfico de drogas. En Miami destacó la figura de Griselda Blanco.
Entre 1983 y 1986 se desarrolló la Operación Jackpot, con sede en Carolina del Sur, donde se persiguió principalmente a "Los Caballeros Contrabandistas", acusados de tráfico de marihuana y hachís. En noviembre de 1984 se dio la Operación Rancho Búfalo donde la DEA junto a soldados mexicanos destruyeron una producción de marihuana propiedad de Rafael Caro Quintero, uno de los fundadores del Cartel de Guadalajara. En Colombia, en marzo del mismo año, la DEA junto a policías colombianos destruyeron Tranquilandia, un laboratorio controlado por el Cartel de Medellín que lideraba Pablo Escobar.

#### SigloXXI
En 2009, Gil Kerlikowske, director de la Oficina de la Política Nacional para el Control de Drogas, declaró que el gobierno de Barack Obama iba a seguir con la política del control de drogas pero no iba a usar el término "guerra contra las drogas" porque para Kerlikowske el término era "contraproducente". En junio del 2011, la Comisión Global de Políticas de Drogas declaró que "la guerra mundial contra las drogas ha fracasado, con consecuencias devastadoras para las personas y las sociedades de todo el mundo".

### De parte de Rusia

#### Antecedentes
La adicción a la heroína empezó a crecer entre los soldados que fueron a luchar en la invasión soviética a Afganistán. La disolución de la Unión Soviética, en 1991, hizo que el uso de las drogas aumentara de manera exponencial.

#### Desarrollo de la "guerra total"
El gobierno ruso llamó a la "guerra total" contra las drogas remontando al enfoque soviético sobre el problema. Mientras en otros países se optaba por reformas para atacar la situación sobre las drogas, los rusos optaron por seguir manteniendo la guerra contra las drogas. Rusia, a través de Organización de Cooperación de Shanghái, empezó a la lucha contra las drogas provenientes de Afganistán.

### De parte de Filipinas

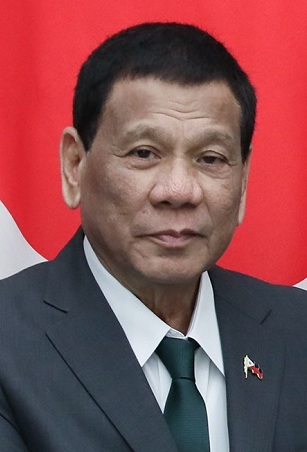
Rodrigo Duterte

En 2016, el presidente filipino Rodrigo Duterte lanzó una política destinada a "la neutralización de las personalidades del narcotráfico a nivel nacional".

### De parte de Bangladés
Bajo el mando de la primera ministra de Bangladés Sheikh Hasina se inició una campaña contra los traficantes de drogas llegando a la ejecución, por parte del Batallón de Acción Rápida, de sospechosos de ser parte de las organizaciones de tráfico de drogas.